# Риф, Даниэла
Даниэла Риф (нем. Daniela Ryf, род. 29 мая 1987 года, Золотурн, Швейцария) — швейцарская триатлонистка, 5 - кратная  чемпионка мира на длинной дистанции Ironman (2015—2018), 4-кратная чемпионка мира (2014, 2015, 2017, 2018) на дистанции 70.3 (Ironman 70.3), чемпионка Европы на олимпийской дистанции (5150: 2014). Участница Олимпийских игр 2008 и 2012 годов.

## Спортивная карьера

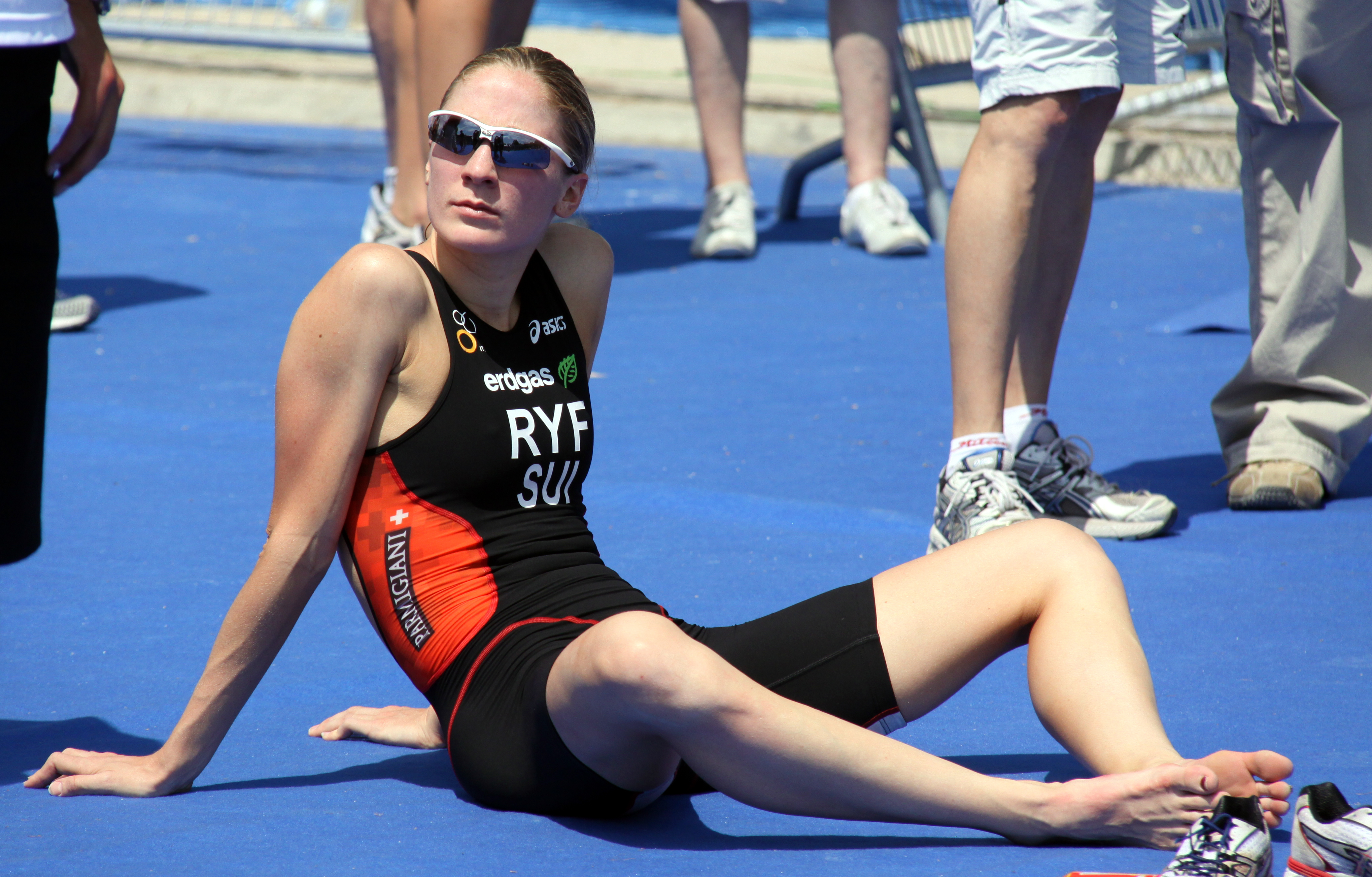
World Championship Series Triathlon, Мадрид, 2010 год

Начала выступать на триатлоне в школе. Трёхкратная чемпионка в юношеской категории. На международной спортивной сцене впервые появилась в 2003 году, где в командном зачёте завоевала золотую медаль. В 2004 и в 2005 году завоевала золотые медали в индивидуальной категории. В 2006 году – бронзовую медаль в командном зачёте.
В первые годы своей спортивной карьеры стартовала на Олимпийских дистанциях – 1,5 км плавание, 40 км велосипедная гонка,  10 км бег.
С 2013 года участвует на Ironman-70.3 (1,9 км плавание, 90 км велосипедная гонка и 21,1 км бег).  Впервые в 2014 году она выступила на полной дистанции Чемпионате мира Ironman.
С 2003 по 2006 Данила Риф была четырежды Швейцарской чемпионкой на юношеских соревнованиях.
На летних Олимпийских играх 2008 года заняла 7-е место.
В 2009 году выиграла в Des Mones вместе с Magali Di Marco Messmer, Ruedi Wild и Lukas Salvisberg чемпионат мира в Mixed Relay. В 2010 в Лозанне этот же титул она вновь защитила вместе с Nicola Spirig, Ruedi Wild и Sven Riederer.
На Олимпийских играх 2012 в Лондоне заняла 40 место.
В сентябре 2012 года в Murten становится чемпионкой на Олимпийской дистанции по триатлону.
С 2013 года является членом Elite B-Kader швейцарской национальной сборной по триатлону.
В мае 2013 на полу-дистанции в St. Pölten и в августе того же года в Wiesbaden завоевала титул Чемпионки Европы на дистанции 70.3.
В июне 2014 в Rapperswil-Jona побеждает на соревнованиях Ironman 70.3 Switzerland на средней дистанции, где показывает свое лучшее время. В конце июля выигрывает в Цюрихе на соревнованиях 5150 European Championship титул чемпионки и на следующий же день побеждает на длинной дистанции в соревнованиях Ironman Switzerland.
В сентябре, в Канаде выигрывает Ironman 70.3 World Championship, а через пять недель завоевывает второе место в Ironman World Championship.
С начала 2015 года стартует в только что основанной команде Bahrain Elite Endurance Triathlon Team, которой руководит австралиец Крис МакКормак (Chris McCormack).
В 2014 году общая сумма наград в долларовом эквиваленте составила $125.000 US. Это самая большая сумма, выплаченная WTC участникам соревнований. В 2016 и 2017 годах по суммам наград в долларовом эквиваленте составил за каждое первое место 1 000 000 доллар. Это самая высокая сумма наград в истории триатлона, в котором обычно спортсмены зарабатывали невысокие суммы по сравнению с другими видами спорта.
Даниэла студентка Бернского института и изучает технологии производства продуктов питания
Проживает в кантоне Золотурн, в Feldbrunnen-St.Niklaus.
Тренеры: Сlaude Amman, Daniel Collet, Craig Walton, Brett Sutton.

## Титулы
- Чемпионка 5150 Zürich
- Чемпионка IM Zürich
- Чемпионка 70.3 European Championship
- Чемпионка IM Copenhagen
- Чемпионка 70.3 World Championship
- Чемпионка мира 2008 в категории U23,
- Чемпионка Европы среди юниоров 2005
- Чемпионка Европы среди юниоров 2004 года.

## Результаты соревновании

### 2014 год
Чемпионаты Европы и мира:
- 2 место Subaru IRONMAN 70.3 World Championship Mont-Tremblant (USA);

Международные соревнования:
- 1 место Ironman 70.3 Rapperswil (CH)

Национальные соревнования:
- 1 место в World Run Olten (44.44 km in 3h03') (CH)
- 1 место Wallisellen Sprint Triathlon (CH)

### 2013 год
Чемпионаты Европы и мира:
- 1 место в 70.3 EM Wiesbaden (GER)
- 6 место 70.3 WM Las Vegas (USA)
- 1 место 5150 EM Zürich (SUI)

Международные соревнования:
- 3 место в Lifetime Fitness Triathlon Chicago (USA)
- 3 место в Liefetime Fitness Triathlon Minneapolis (USA)
- 3 место в 70.3 Cozumel (MEX)
- 8 место в 5150 Final Des Moines (USA)
- 8 место в 5150 Boulder (USA)
- 9 место в 70.3 St.Pölten (AUT)

Национальные соревнования:
- 1 место в Sprint SM Zug (СH)
- 1 место в Thurgauer Triathlon (СH)
- 3 место в Wallisellen Sprint Triathlon (СH)

### 2012 год
Чемпионаты Европы и мира:
- 1 место в 5150 Чемпионате Европы Ливерпуль (GBR)

Международные соревнования:
- 1 место в 5150 Klagenfurt (AUT)
- 6 место в Чемпионате мира Mooloolaba (AUS)
- 39 место WTS Madrid (ESP)
- 40 место на Олимпийских Играх в Лондоне (GBR)

Национальные соревнования:
- 3 место в Zug (СH)

### 2011 год
Международные соревнования:
- 6 место в WC Mooloolaba (AUS)
- 14 место в WCS Sydney (AUS)
- 26 место в WCS Madrid (ESP)

### 2010 год
Чемпионаты мира и Европы:
- 1 место в Team-WM Lausanne (SUI)
- 3 место в Sprint WM Lausanne (SUI)
- 12 место в мировых серийных чемпионатах

Интернациональные соревнования:
- 1 место в WCS Seoul (KOR)
- 2. место в Lifetime Fitness Triathlon Dallas (USA)
- 9. место в WCS Sydney (AUS)
- 10 место в WC Des Moines (USA)
- 13 место в WCS Madrid (ESP)
- 16 место в WCS London (GBR)
- 20 место в WCS Hamburg (GER)

Национальные соревнования:
- 2 место в Nyon (SUI)

### 2009 год
Чемпионаты Европы и мира:
- 4 место в серийных Чемпионатах мира
- 5 место в Чемпионате Европы Holten (NED)
- 1 командное место Чемпионата мира (USA)

Международные соревнования:
- 2 место в Oceania Championships Gold Coast (AUS)
- 3 место в WC Mooloolaba (AUS)
- 3 место в WCS Washington (USA)
- 3 место в WCS Hamburg (GER)
- 3 место в Lifetime Fitness Serie Los Angeles (USA)
- 6 место в WCS London (GBR)
- 6 место в WCS Final Gold Coast (AUS)
- 7 место в WCS Madrid (ESP)
- 8 место в WC Des Moines (USA)
- 9 место в Lifetime Fitness Serie Dallas (USA)
- 16 место в WCS Yokohama (JPN)

Национальные соревнования:
- 1 место в Zug (CH)
- 2 место в SM Nyon (CH)

### 2008 год
- U23 ITU чемпионка мира 2008 Vancouver (CAN);
- 3 место ITU Worldcup Elite Madrid (ESP);
- 4 место ITU Worldcup Elite New Plymouth (NZL);
- 7 место ITU Worldcup Elite Ishigaki (JPN);
- 8 место EM Elite Lissabon (POR);
- 11 место ITU Worldcup Elite Mooloolaba (AUS);

## Семья
- Сестра: Татьяна, 1994.
- Брат: Жоэль, 1997.